# Krzysztof Kieślowski
Krzysztof Kieślowski (fil), född 27 juni 1941 i Warszawa, död 13 mars 1996 i Warszawa, var en polsk regissör och manusförfattare. 
Kieslowski studerade vid filmskolan i Łódź 1968. Han är känd för filmer som Dekalogen, Veronikas dubbelliv och Trikoloren-trilogin. Även efter sin död är han en av Europas mest inflytelserika regissörer. Hans filmer används i undervisningen i filmskolor världen över. Boken Kieślowski om Kieślowski beskriver hans liv och arbete med hans egna ord, baserad på en intervju av Danusia Stok.
I flera av filmerna var musiken komponerad av Zbigniew Preisner, även om en del av denna musik i filmerna sades vara av den fiktive Van den Budenmayer, en nederländsk 1700-talskompositör.

## Filmografi
- Trikoloren (Trois couleurs)
  - Frihet - den blå filmen (1993)
  - Den vita filmen (1994)
  - Den röda filmen (1994)
- Veronikas dubbelliv (1991)
- Dekalogen (1989)
  - Dekalogen 1, Dekalog, jeden
  - Dekalogen 2, Dekalog, dwa
  - Dekalogen 3, Dekalog, trzy
  - Dekalogen 4, Dekalog, cztery
  - Dekalogen 5, Dekalog, pięć
  - Dekalogen 6, Dekalog, sześć
  - Dekalogen 7, Dekalog, siedem
  - Dekalogen 8, Dekalog, osiem
  - Dekalogen 9, Dekalog, dziewięć
  - Dekalogen 10, Dekalog, dziesięć
- En liten film om kärlek, Krótki film o milosci (1988)
- En liten film om konsten att döda Krótki film o zabijaniu (1988/I)
- Siedem dni w tygodniu (Sju dagar i veckan) (1988)
- Ödets nyck, Przypadek (1987)
- Det nakna ansiktet, Bez konca (1985)
- Krótki dzien pracy (En kort arbetsdag) (1981) (TV)
- Spokój (Lugnet) (1980) (TV)
- Dworzec (Stationen) (1980)
- Gadajace glowy (Talande huvuden) (1980)
- Amatören Amator (1979)
- Siedem kobiet w róznym wieku (Sju kvinnor i olika åldrar) (1978)
- Z punktu widzenia nocnego portiera (En nattvakts synpunkt) (1978)
- Nie wiem (Inte vet jag) (1977)
- Ärret Blizna (1976)
- Personel (Personalen) (1976) (TV)
- Klaps (Örfilen) (1976)
- Szpital (Sjukhuset) (1976)
- Zyciorys (Meritlistan) (1975)
- Przejscie podziemne (Den underjordiska gången) (1974) (TV)
- Pierwsza milosc (Den första kärleken) (1974) (TV)
- Przeswietlenie (Röntgen) (1974)
- Murarz (Muraren) (1973)
- Miedzy Wroclawiem a Zielona Gora (Mellan Wroclaw och Zielona Gora) (1972)
- Podstawy BHP w kopalni miedzi (Arbetssäkerhet i koppargruvan) (1972)
- Refren (Refrängen) (1972)
- Fabryka (Fabrika) (1971)
- Przed rajdem (Före loppet) (1971)
- Robotnicy 1971 - Nic o nas bez nas (Arbetare 1971: Ingenting om oss utan oss) (1971)
- Bylem zolnierzem (Jag var soldat) (1970)
- Zdjecie (Fotografiet) (1968) (TV)
- Z miasta Lodzi (Från staden Lódz) (1968)
- Koncert zyczen (Önskekonserten) (1967)
- Tramwaj (Spårvagnen) (1966)
- Urzad (Kontoret) (1966)

De titlar med svensk titel först har haft svensk premiär. De svenska titlarna i parentes är översättningar ur boken Kieślowski om Kieślowski.